# Richmond Range
Richmond Range – pasmo górskie w Wielkich Górach Wododziałowych w Australii, w północno-wschodniej części stanu Nowa Południowa Walia. Na północ łączy się z pasmem McPherson Range. Ciągnie się wzdłuż wschodniej strony rzeki Clarence River. Najbliższe miejscowości to Grafton i Lismore.
Południową część pasma zajmuje Richmond Range National Park powstały w 1997 roku. Jego powierzchnia wynosi 154 km². Park jest częścią rezerwatu Gondwana Rainforests of Australia, wpisanego na listę światowego dziedzictwa UNESCO.
Pasmo pokrywają lasy deszczowe, w których zamieszkuje ponad 100 gatunków ptaków oraz wiele gatunków ssaków, gadów i płazów.